# Hrvoje Šarinić

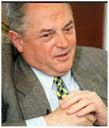
Hrvoje Šarinić, 2007

Hrvoje Šarinić (* 17. Februar 1935 in Sušak, Jugoslawien; † 21. Juli 2017 in Zagreb) war ein kroatischer Politiker und Premierminister.

## Biographie

### Familiärer Hintergrund
Hrvoje Šarinić war der Sohn von Marijan und Vila. Der Vater war Bürgermeister von Sušak und Mitglied der Kroatischen Bauernpartei. Als Hrvoje neun Jahre alt war, verstarb sein Vater, bzw. beging nach offiziellen Angaben Suizid. Eine Obduktion wurde nicht durchgeführt. Dieser wurde 1945 posthum zum Volksfeind (narodni neprijatelj) erklärt und das Eigentum der Familie wurde konfisziert.

### Ausbildung
Zur Zeit der italienischen Okkupation besuchte er eine italienische Grundschule und schloss das Gymnasium in Sušak ab. Šarinić diplomierte 1962 an der Fakultät der Architektur- und Gebäudevermessung an der Universität Zagreb. 1963 bekam er ein dreimonatiges Stipendium für Frankreich, wohin er mit seiner schwangeren Frau Erika hinging.

### Zeit im Ausland
Šarinić arbeitete einige Jahre in Frankreich, Südafrika und Marokko. Zudem erhielt er die französische Ehrenlegion. Hrvoje war der Leiter des Ausbaus des Kernkraftwerkes in Bordeaux. Das größte Geschäft, welches er führte, war der Aufbau zweier Elektrizitätswerke in Südafrika im Jahr 1974; dort blieb er für sechs Jahre. Auch arbeitete Šarinić für die französische Armee und bekam die französische Staatsbürgerschaft. Anfang der 1980er Jahre kehrte er nach Kroatien, genauer Zagreb zurück und wurde Direktor der Vertretung der französischen Atomindustrie. 1983 ging er nach Casablanca in Marokko und war der Generaldirektor des größten dortigen Bauunternehmens. So verblieb er bis zur Pensionierung 1983 und kehrte nach Zagreb zurück. In ganz Kroatien kaufte er mehrere Häuser, unter anderem eines bei Bol der Insel Brač.

### Politische Karriere
In die Politik trat Šarinić 1989 ein. In einem Brief, welcher seine Biografie beinhaltete, stellte er sich Franjo Tuđman zur Verfügung. Bis zu den Wahlen erledigte Hrvoje Šarinić administrative Arbeiten in der Kroatischen Demokratischen Union.
Nach der Selbständigkeit Kroatiens wurde Šarinić ein enger Mitarbeiter Franjo Tuđmans, welcher ihn zum Leiter des Büros des Präsidenten der Republik ernannte (1990–1992). Anschließend wurde er zwischen 1992 und 1993 Premierminister. Danach wurde Hrvoje Berater des Staatspräsidenten und Leiter des Büros für nationale Sicherheit
Er galt als engste Vertrauensperson des ersten kroatischen Staatspräsidenten Franjo Tudman.
Am 21. Juli 2017 starb Šarinić nach langer und schwerer Krankheit.

## Werke
- 1998: Svi moji tajni pregovori sa Slobodanom Miloševićem: između rata i diplomacije, 1993–1995 [Alle meine geheimen Verhandlungen mit Slobodan Milošević: Zwischen dem Krieg und der Diplomatie, 1993–1995][3]